# میک فارمر
میک فارمر (انگلیسی: Mick Farmer؛ زادهٔ ۲۲ نوامبر ۱۹۴۴) بازیکن فوتبال اهل بریتانیا است.
از باشگاه‌هایی که در آن بازی کرده‌است می‌توان به باشگاه فوتبال لینکولن سیتی، باشگاه فوتبال اودبای تاون، باشگاه فوتبال گرنثم تاون، و باشگاه فوتبال بیرمنگام سیتی اشاره کرد.